# Кам'янська сільська рада (Житомирський район)
Кам'янська сільська рада — колишня адміністративно-територіальна одиниця та орган місцевого самоврядування у Левківському, Черняхівському, Житомирському районах і Житомирській міській раді Волинської округи, Київської й Житомирської областей Української РСР та України з адміністративним центром у с. Кам'янка.

## Населені пункти
Сільській раді були підпорядковані населені пункти:
- с. Кам'янка
- с. Довжик
- с. Новоселиця
- с. Сонячне

## Населення
Кількість населення ради, станом на 1923 рік, становила 1 184 особи, кількість дворів — 226 (без хутора Павшанка).
Кількість населення сільської ради, станом на 1924 рік, становила 1 036 осіб.
Відповідно до результатів перепису населення СРСР, кількість населення ради, станом на 12 січня 1989 року, становила 1 732 особи.
Станом на 5 грудня 2001 року, відповідно до перепису населення України, кількість мешканців сільської ради становила 1 809 осіб.

## Склад ради
Рада складалася з 22 депутатів та голови.

## Керівний склад сільської ради
| ПІБ                          | Основні відомості                                                         | Дата обрання | Дата звільнення |
| ---------------------------- | ------------------------------------------------------------------------- | ------------ | --------------- |
| Залезинський Микола Іванович | Сільський голова, 1962 року народження, освіта, безпартійний              | 26.03.2006   | 31.10.2010      |
| Петрук Валерій Митрофанович  | Сільський голова, 1958 року народження, освіта вища, член народної партії | 31.10.2010   |                 |

Примітка: таблиця складена за даними джерела

## Історія
Створена 1923 року в складі с. Кам'янка, колонії Кам'янка та х. Павшанка Черняхівської волості Житомирського повіту Волинської губернії. Станом на 1 жовтня 1941 року кол. Кам'янка та х. Павшанка не перебувають на обліку населених пунктів.
Станом на 1 вересня 1946 року сільська рада входила до складу Житомирського району Житомирської області, на обліку в раді перебували с. Кам'янка та х. Новоселиця.
12 травня 1958 року, відповідно до рішення Житомирського облвиконкому № 442 «Про об'єднання сільських рад депутатів трудящих по Житомирському району», територію та населені пункти ради приєднано до складу Барашівської сільської ради, центр котрої було перенесено до с. Іванівка з перейменуванням на Іванівську. Відновлена 11 березня 1971 року, відповідно до рішення Житомирського ОВК № 95 «Про утворення Кам'янської сільради Житомирського району», в складі сіл Довжик, Кам'янка та Новоселиця ліквідованої Соколовогірської селищної ради Житомирського району.
На 1 січня 1972 року сільська рада входила до складу Житомирського району Житомирської області, на обліку в раді перебували села Довжик, Кам'янка та Новоселиця.
21 лютого 1983 року, відповідно до рішення Житомирського ОВК № 85 «Про зміни в адміністративно-територіальному поділі Житомирського р-н», раді підпорядковане с. Сонячне Оліївської сільської ради Житомирського району.
14 липня 2017 року територію та населені пункти ради включено до складу новоствореної Оліївської сільської територіальної громади Житомирського району Житомирської області.
Входила до складу Левківського (7.03.1923 р.), Черняхівського (21.08.1924 р.), Житомирського (14.05.1939 р., 11.03.1971 р.) районів та Житомирської міської ради (15.09.1930 р.).